# Анандаканда
Ананда́канда — индийский медицинский трактат X века, принадлежащий к традиции Аюрведы. Даёт подробное описание конопли и её медицинских свойств.
Согласно «Анандаканде», препараты конопли могут быть полезны для четырёх категорий людей:
- священнослужители, аскеты, йоги и саньяси (для стимулирования медитации и духовного настроя);
- почитатели Шивы, Кали, Дурги и Ханумана (для церемоний);
- люди, занятые тяжёлым физическим трудом (для снятия боли и усталости);
- больные с психическими и телесными расстройствами.

«Анандаканда» упоминает и о нежелательных побочных эффектах, связанных с передозировкой или со злоупотреблением коноплей. В качестве средств для их купирования рекомендуется очистка желудка, обливание головы, гирлянды из «охлаждающих» цветов, приём бетелевого листа со специями, напиток из сахара и молока с топленым маслом и постельный режим. Ещё один рецепт — четверть чайной ложки порошка из корня аира смешать с половиной чайной ложки меда и употребить внутрь (считается, что щепоть аирового порошка, добавленная к конопляному порошку, нейтрализует его психотропное действие).